# 化脓性链球菌
化脓性链球菌（学名：Streptococcus pyogenes）或化脓链球菌，是链球菌属中的一种细胞外的革兰氏阳性菌，也是一种耐氧细菌。此物种在临床上对人类很重要，因为它们是一种不常见但通常是致病的病原细菌，是皮肤微生物群的一部分，可导致A型链球菌感染。此物种是具有蘭斯菲爾德鏈球菌A组抗原的主要物种，所以它通常也被称为A型链球菌（GAS）。但是，停乳链球菌和心绞痛链球菌群也可以具有A组抗原。A型链球菌在血琼脂上生长时，通常会产生小的（2-3毫米）β-溶血性，即完全破坏红血球，因此它也称为A型（β-溶血性）链球菌（GABHS）。
化脓性链球菌是由链状连接的非运动和非孢子球菌（圆形细胞）组成的。此物种名称来源于希腊语，意思是浆果和脓形成的“链”（浆果“streptos”；链“coccus”；脓“pyo”），使用“脓”是因为由细菌引起的许多感染会产生脓液。区分葡萄球菌属和链球菌属的主要标准是过氧化氢酶试验。葡萄球菌是过氧化氢酶阳性，而链球菌是过氧化氢酶阴性。化脓性链球菌可以在新鲜的血琼脂板上培养。理想条件下，潜伏期为1至3天。
据估计，全球会每年发生7亿例GAS感染。虽然这些感染的总死亡率为0.1%，但超过650,000例是严重的侵袭性病例，这些病例的死亡率为25%。早期识别和治疗至关重要，诊断失败可导致败血症和死亡。

## 流行病学
化脓性链球菌通常寄生于喉咙、生殖器黏膜、直肠和皮肤。在健康的个体中，1%至5%的人在咽喉、阴道或直肠携带此细菌。在健康的儿童中，这种携带率从2%至17%不等。这种细菌有四种传播方式：把飞沫吸入呼吸道、皮肤接触、接触被细菌污染的物体（物体表面或灰尘）和食物传播。此类细菌可引起链球菌性咽炎、风湿热、风湿性心脏病、猩红热等多种疾病。尽管咽炎主要起源于病毒，但大约15%至30%的儿童咽炎病例是由GAS引起的；同时，5%至20%的成人咽炎是链球菌引起的。由于在学校和托儿所中的暴露以及宿主免疫力较低，儿童咽炎病例的数量远远高于成人。由于许多人重新呼吸相同的室内空气，因此在季节性国家的冬末至初春，链球菌性咽炎病例更频繁地发生，秋季发病率最低。
MT1（代谢1型）克隆经常与发达国家的侵袭性化脓性链球菌感染有关联。在前青霉素时代，化脓性链球菌的发病率和死亡率很高，但在青霉素广泛使用之前就已经开始下降。因此，环境因素确实在化脓性链球菌感染中起作用。化脓性链球菌的发病率在发达国家每100,000人中就有2至4人发病，而在发展中国家每100,000人中就有12至83人发病。化脓性链球菌感染在男性中比女性更常见，老年人的感染率最高，其次是婴儿。在患有心脏病、糖尿病、恶性肿瘤、钝挫伤、手术切口、病毒性呼吸道感染（包括流行性感冒）的人群中，17%至25%的病例发生化脓性链球菌感染。GAS复发感染通常发生在确诊流感感染的一周内。在14%至16%的儿童化脓性链球菌感染中，有先前的水痘感染。儿童化脓性链球菌感染通常表现为严重的软组织感染，在水痘诊断后4至12天发病。在儿童感染水痘的前两周内，感染化脓性链球菌的风险也会增加40到60倍。然而，20%到30%的化脓性链球菌感染发生在没有可识别危险因素的成年人身上。没有已知危险因素的儿童的发病率较高（50%至80%的化脓性链球菌感染）。在英国，猩红热的发病率通常为每100,000中有4人得病，然而，在2014年，这一比率已上升到每100,000万人中就有49人得病。风湿热和风湿性心脏病通常发生在咽喉感染后2至3周，这在发展中国家的贫困人群中更为常见。从1967年到1996年，风湿热和风湿性心脏病的全球平均发病率为每100,000万人中有19人得病，最高发病率为每100,000万人中有51人得病。
母体化脓性链球菌感染通常发生在妊娠晚期。妊娠30多周至产后4周，占所有化脓性链球菌感染的2%至4%。这意味着化脓性链球菌感染的风险增加了20到100倍。临床表现是：肺炎、化脓性关节炎、坏死性筋膜炎和生殖器败血症。根据伦敦夏洛特女王医院在1930年代进行的一项研究，阴道不是这种感染的常见来源。相反，母体咽喉感染和与携带者的密切接触是母体化脓性链球菌感染的更常见来源。

## 细菌学

### 血清分型
1928 年，瑞贝卡·兰斯菲尔德发表了一种基于化脓链球菌细胞壁多糖的血清分型方法，一种显示在其表面的毒力因子。后来在 1946 年，兰斯菲尔描述了化脓性链球菌的分离物的血清学分类基于它的表面T抗原。已发现20种T抗原中有4种是性菌毛，细菌利用性菌毛附着在宿主细胞上。截至2016年，共鉴定出120个M蛋白。这些M 蛋白由234种emm基因编码，具有超过1,200个等位基因。

### 溶原性
所有化脓性链球菌菌株都是多聚化的，因为它们在其基因组上携带一种或多种噬菌体。一些噬菌体可能有缺陷，但在某些情况下，活性噬菌体可能会弥补其他噬菌体的缺陷。一般来说，在疾病期间分离出的化脓性链球菌菌株的基因组>90%相同，它们的不同之处在于它们携带的噬菌体。

### 致病因子
化脓性链球菌具有几种毒力因子，使其能够附着在宿主组织上，逃避免疫反应，并通过穿透宿主组织层传播。由玻尿酸组成的基于碳水化合物的荚膜围绕着细菌，保护它免受中性粒细胞的吞噬作用。此外，荚膜和嵌入细胞壁的几种因子，包括M蛋白、脂壁酸和F蛋（SfbI），有助于附着于各种宿主的细胞。M蛋白还通过与宿主的补体调节剂结合来替代补体系统抑制调理作用。在某些血清上发现的M蛋白也能够通过与纤维蛋白原结合来防止调理作用。然而，M蛋白也是这种病原体防御最薄弱的地方，因为免疫系统产生针对M蛋白的抗体会靶向细菌以被吞噬细胞吞噬。M蛋白对每个菌株都是独特的，并且可以在临床上使用来确认引起感染的菌株。
| 名字                      | 描述 |
| ------------------------- | --- |
| 链球菌溶血素O             | 一种外毒素，是生物体β溶血特性的基础之一，链球菌溶血素O会引起免疫反应并检测到针对它的抗体；抗链球菌溶血素O（ASO）可用于临床确认近期感染。它会被氧气破坏。 |
| 链球菌溶血素S             | 一种心脏毒性外毒素，另一种β溶血成分，不具有免疫原性且氧气稳定：一种强效细胞毒物，影响多种类型的细胞，包括中性粒细胞、血小板和亚细胞器。 |
| 链球菌致热外毒素A（SpeA） | 许多化脓性链球菌菌株分泌的超级抗原：这种致热性外毒素是引起猩红热皮疹和链球菌中毒性休克综合征的许多症状，也称为中毒性休克综合征（TSLS）。 |
| 链球菌致热外毒素C（SpeC） | 许多化脓性链球菌菌株分泌的超级抗原：这种致热性外毒素是引起猩红热皮疹和链球菌中毒性休克综合征的许多症状，也称为中毒性休克综合征（TSLS）。 |
| 链球菌致热外毒素B（SpeB） | 半胱氨酸蛋白酶和主要的分泌蛋白。多种作用，包括降解细胞外基质、细胞因子、补体成分和免疫球蛋白。也称为链球菌蛋白酶。 |
| 链激酶                    | 酶激活纤溶酶原（一种蛋白水解酶）变成纤溶酶，纤溶酶进而消化纤维蛋白和其他蛋白质。 |
| 透明质酸酶                | 透明质酸酶被广泛认为通过分解玻尿酸（结缔组织的重要成分）促进细菌在组织中的传播。然而，由于编码酶的基因发生突变，很少有化脓性链球菌分离物能够分泌活性透明质酸酶。此外，少数能够分泌透明质酸酶的分离物似乎不需要它通过组织传播或引起皮肤损伤。因此，透明质酸酶在发病机制中的真正作用（如果有的话）仍然未知。 |
| 链球菌酶                  | 大多数化脓性链球菌菌株可分泌多达四种不同的去氧核糖核酸酶，有时称为链酶。去氧核糖核酸酶通过消化中性粒细胞胞外陷阱（NETs）的DNA网络来保护细菌免于被困在中性粒细胞胞外陷阱中，其中结合了可以杀死细菌的中性粒细胞丝氨酸蛋白酶。                                                                                |
| C5a肽酶                   | C5a肽酶切割由补体系统产生地有效中性粒细胞趋化素，称为C5a。C5a肽酶对于在感染早期尽量减少中性粒细胞的流入是必要的，因为细菌正试图在宿主组织中定殖。C5a肽酶虽然需要在感染的早期阶段降解中性粒细胞趋化蛋白C5a，但对于化脓性链球菌来说，当细菌通过筋膜传播时，它不需要防止中性粒细胞流入。                      |
| 链球菌趋化因子蛋白酶      | 严重坏死性筋膜炎患者的受累组织中缺乏中性粒细胞。由化脓性链球菌释放的丝氨酸蛋白酶（ScpC）负责防止中性粒细胞迁移到传播感染。ScpC会降解趋化因子白细胞介素-8，否则会吸引中性粒细胞到感染部位。 |

### 基因组
对不同菌株的基因组进行测序（基因组大小为1.8-1.9 Mbp），编码约1700至1900个蛋白质（菌株NZ131中为1700个，菌株MGAS5005中为1865个）。化脓性链球菌典型菌株（NCTC8198T=CCUG4207T）的完整基因组序列可在日本DNA数据库、欧洲核苷酸档案和基因银行（GenBank）中获得，登录号为LN831034和CP028841。

### 生物膜形成
生物膜是化脓性链球菌以及其他细菌细胞相互交流的一种方式。在生物膜中，用于多种目（例如防御宿主的免疫系统）的基因表达是通过群体感应控制的。GAS中的生物膜形成途径之一是Rgg2/3途径。它调节疏短水肽（SHP's），疏短水肽是群体感应信息素，也就是自诱导剂。SHP's被解释成信息素的未成熟形式，并且必须首先通过细胞内的金属蛋白酶然后在细胞外空间中进行加工，以达到其成熟的活性形式。运输出细胞的方式和细胞外加工因子仍然未知。成熟的SHP信息素可以通过跨膜蛋白寡肽通透酶进入附近的细胞和它起源的细胞。在胞质溶胶中，信息素在Rgg2/3通路中具有两种功能。首先，它们抑制Rgg3的活性，Rgg3是一种抑制SHP产生的转录调节因子。其次，它们结合另一种转录调节因子Rgg2，增加SHP's的产生，对Rgg3具有拮抗作用。SHP's激活它们自己的转录激活因子会创建一个正面反馈循环，这对于群体感应肽的生产很常见。它使大量信息素的快速生产成为可能。SHP's的生产增加了生物膜的生物发生。有人提出，GAS通过利用具有相反作用的途径在生物膜形成和降解之间切换。虽然Rgg2/3途径增加了生物膜，但RopB途径却破坏了它。RopB是另一种Rgg样蛋白（Rgg1），可直接激活链球菌致热外毒素B（SpeB），这是一种半胱氨酸蛋白酶，可作为毒力因子。在没有该途径的情况下，生物膜形成增强，这可能是由于缺乏蛋白酶降解信息素或其他Rgg2/3途径抵消作用。

## 疾病
化脓性链球菌是许多人类疾病的原因，从轻微的浅表皮肤感染到危及生命的全身性疾病。感染通常始于喉咙或皮肤。最显着的迹象是草莓状皮疹。轻度化脓性链球菌感染的例子包括咽炎（链球菌性咽喉炎）和局部皮肤感染（脓痂疹）。丹毒和蜂窝组织炎的特征是化脓性链球菌在皮肤深层的增殖和横向扩散。化脓性链球菌在筋膜中的侵入和增殖可导致坏死性筋膜炎，这是一种危及生命的疾病，需要及时进行手术干预以降低发病率和死亡率。这种细菌存在于新生儿感染中。
某些化脓性链球菌菌株引起的感染可能与细菌毒素的释放有关。与某些毒素释放相关的喉咙感染会导致猩红热。其他产毒化脓性链球菌感染可能导致链球菌中毒性休克综合征，这可能会危及生命。
化脓性链球菌还可以以感染后“非化脓性”（与局部细菌繁殖和脓液形成无关）综合征的形式引起疾病。这些自身免疫介导的并发症发生在一小部分感染后，包括风湿热和急性增生性腎小球腎炎。这两种情况都会在最初的链球菌感染后数周出现。风湿热的特征是链球菌性咽炎发作后关节或心脏发炎。急性增生性腎小球腎炎或肾小球炎症，可继发链球菌性咽炎或皮肤感染。
这种细菌对青霉素非常敏感。青霉素治疗失败通常归因于产生β内酰胺酶的其他局部共生生物，或未能在咽部达到足够的组织水平。某些菌株已对大环内酯类、四环素类和克林霉素产生耐药性。

## 疫苗
有一种针对多种链球菌（包括化脓性链球菌）的多价灭活疫苗，称为“vacuna antipiogena polivalente BIOL”，建议每5周接种一次，每周两次申请，间隔2至4天。该疫苗由Instituto Biológico Argentino生产。
还有另一种潜在的疫苗正在开发中， 疫苗候选肽称为StreptInCor。

## 应用

### 生物纳米技术
许多化脓性链球菌蛋白质具有独特的特性，近年来已被利用来产生高度特异性的强力胶和增强抗体治疗有效性的途径。

### 基因组编辑
这种生物体的CRISPR系统用于识别和破坏入侵病毒的DNA，从而阻止感染，在2012年被用作基因组编辑工具，可能会改变任何一段DNA和后来的RNA。